# Francisco, Duque de Guise
Francisco II de Lorena, Príncipe de Joinville, Duque de Guise, Duque de Aumale (originalmente: François de Lorraine, duc de Guise; Bar-le-Duc, 17 de fevereiro de 1519 – 24 de fevereiro de 1563) foi um político e soldado francês.

## Primeiros anos
Nascido em Bar-le-Duc, Lorena, Francisco era o filho de Cláudio de Lorena (que se tornou Duque de Guise em 1527), e sua esposa Antonieta de Bourbon. Sua irmã, Maria de Guise, era a esposa de Jaime V da Escócia e mãe de Maria, Rainha da Escócia. Seu irmão mais novo foi Carlos, Cardeal de Lorraine. Era o primo mais jovem de Henrique II de França, com o qual foi criado e, por nascimento, era um nobre de destaque em França, embora seus detratores tenham enfatizado sua origem "estrangeira" (ele é um prince étranger), ou seja, do Ducado de Lorena.
Em 1545, ele foi gravemente ferido no segundo cerco de Boulogne, mas se recuperou. Ele foi atingido com uma lança por entre as barras de seu capacete. A cabeça de aço perfurou ambas as faces, e seis centímetros do eixo foram tirados fora pela violência do golpe. Ele sentou-se firme em sua sela, e voltou sozinho para a sua tenda; e quando o cirurgião pensou que iria morrer de dor, quando o ferro fosse extraído, ele suportou tão facilmente como se tivesse sido arrancado um fio de cabelo de sua cabeça. Francisco de Lorena levou a cicatriz da ferida para o túmulo, mas viveu para ver o fleurs-de-lis sendo agitado nas ameias de Calais, enquanto os remanescentes da última guarnição inglesa deixavam para sempre o solo da França.
Em 1548 ele foi magnificamente casado com Ana d'Este, filha do duque de Ferrara, Hércules II d'Este e da princesa francesa, Renata, a filha de Luís XII.

## Carreira militar

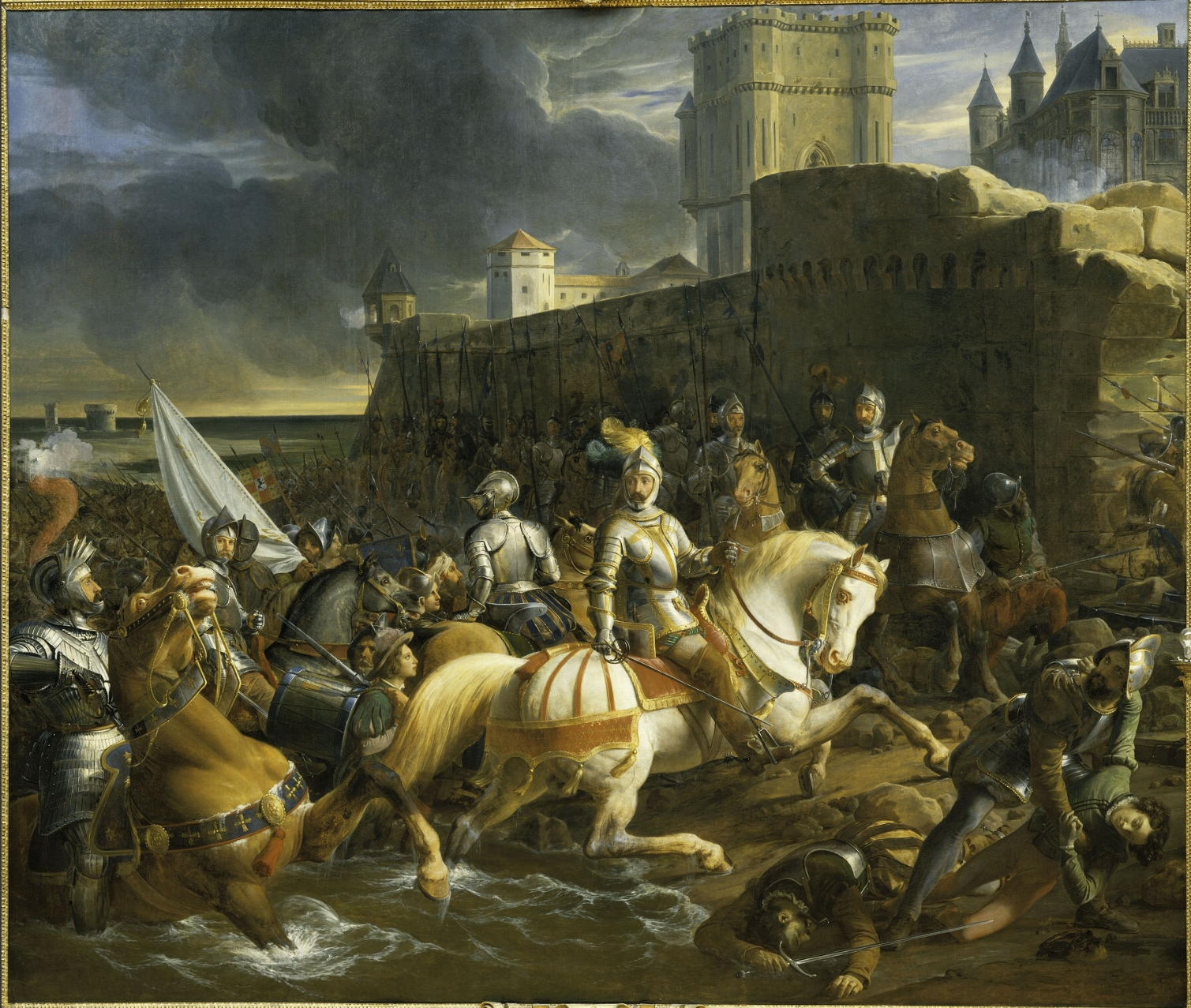
Francisco no cerco de Calais.

Em 1551, ele foi feito Camareiro-Mór da França. Ganhou fama internacional em 1552, quando defendeu com sucesso na cidade de Metz das forças de Carlos V, Sacro Imperador Romano, e derrotaram as tropas imperiais novamente na batalha de Renty em 1554, mas a trégua de Vaucelles reduziu temporariamente a sua atividade militar.
Ele liderou um exército para a Itália em 1557 para ajudar o papa Paulo IV (e provavelmente para promover pretensões de sua família à herança angevina), mas foi chamado de volta para França e se tornou tenente-general do país após a derrota de Anne de Montmorency na Batalha de St. Quentin. Tomando o campo, ele capturou Calais dos ingleses em 07 janeiro de 1558 - uma vitória de propaganda enorme para a França, então Thionville e Arlon no verão, e se preparava para avançar em Luxemburgo, quando a Paz de Cateau-Cambrésis foi assinada. Durante todo o reinado de Henrique II Francisco era uma figura militar importante da França, cortês, afável e franco, e universalmente popular, o "grande duque de Guise", como seu contemporâneo Brantôme o chamou.
A adesão da sobrinha de Francisco, Maria, Rainha da Escócia, e seu marido, Francisco II de França (10 de julho de 1559), no entanto, foi um triunfo para a família Guise, e o Grão-Mestre da França Montmorency foi desonrado e enviado da corte. O duque de Guise e seu irmão, Carlos, Cardeal de Lorraine eram supremos no conselho real. "O meu conselho", ele dizia, "é assim e por isso; devemos agir assim." Ocasionalmente, ele assinou atos públicos na forma real, apenas com o seu nome de batismo.

## Guerras de Religião
Em reação ao poder na corte do ultra-católico Guise, La Renaudie, um cavalheiro protestante de Périgord, talvez por instigação distanciou de Luís de Bourbon, príncipe de Condé, organizou uma conspiração amadora (a conspiração de Amboise, 1560) para aproveitar a pessoa do duque de Guise e seu irmão Carlos, o Cardeal de Lorraine. A trama foi descoberta e reprimida violentamente, dando início a uma série de assassinatos e contra-assassinatos em um ambiente cada vez mais tóxicos. No rescaldo Condé foi obrigado a fugir da corte, e o poder dos Guise era supremo. O discurso que Coligny, líder dos huguenotes, pronunciou contra les Guises na Assembléia dos notáveis em Fontainebleau (agosto de 1560), não influenciou o rei Francisco II, no mínimo, mas resultou bastante na prisão de Condé, a mando de Carlos.

## Família
Guise se casou em Saint-Germain-en-Laye em 29 de abril de 1548 com Ana d'Este, filha de Hércules II d'Este, Duque de Ferrara, e Renata de França. Eles tiveram sete filhos:
1. Henrique I, Duque de Guise (1550–1588), que o sucedeu como Duque de Guise;
2. Catarina de Guise, Duquesa de Montpensier (18 de julho de 1552, Joinville – 6 de maio de 1596, Paris), casou-se em 4 de fevereiro de 1570, com Luís, Duque de Montpensier;
3. Carlos, Duque de Mayenne (1554–1611);
4. Luís II, Cardeal de Guise (1555–1588), Arcebispo de Reims;
5. Antônio (25 de abril de 1557 – 16 de janeiro de 1560);
6. Francisco (31 de dezembro de 1559, Blois – 24 de outubro de 1573, Reims);
7. Maximiliano (25 de outubro de 1562–1567).